# HK Metalurg Pernik
Der HK Metalurg Pernik (bulgarisch ХК Металург Перник) war die Eishockeyabteilung (Hockeyklub) des bulgarischen Sportvereins Metalurg Pernik aus Pernik, welche bis 2002 der Bulgarischen Eishockeyliga angehörte. Die Spielstätte des HK Metalurg Pernik war das Zimny Stadion Metalurg in Pernik.

## Geschichte
Der Verein wurde 1957 als Metalurg Pernik gegründet und ein Jahr später in Lenin Pernik umbenannt. 1960 kehrte der Verein zum originalen Namen zurück, ehe sich der Club 1969 mit Krakra Pernik vereinte. Zuvor hatte Metalurg 1968 den ersten Landesmeistertitel gewonnen.
Die durch die Fusion entstandene Mannschaft gehörte zu Beginn der 1970er zu den dominanten Klubs und wurde 1970 erneut Bulgarischer Meister. In der Saison 1972/73 spielte der Verein als DFS Pernik.
1973 spaltete sich Metalurg vom fusionierten Verein ab und spielte anschließend bis 1998 in der bulgarischen Eishockeyliga, ehe 1998 erneut eine Fusion mit Akademik Sofia folgte. 1999 wurde der HK Metalurg Pernik wiedergegründet und nahm bis 2002 am Spielbetrieb teil.

## Erfolge
- Bulgarischer Meister (2): 1968, 1970
- Bulgarischer Vizemeister (6): 1959, 1964, 1965, 1966, 1979, 1997